# Abū Bakr al-Baghdādī

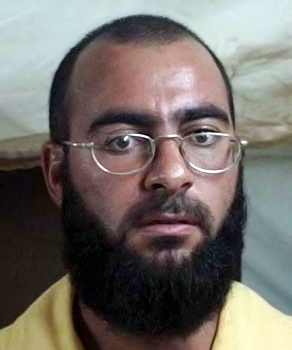
Abu Bakr al-Baghdadi, 2004

Ibrahim Awad Ibrahim al-Badri (arabisch إبراهيم عواد إبراهيم البدري, DMG Ibrāhīm ʿAwād Ibrāhīm al-Badrī; Kunya Abu Bakr al-Baghdadi, أبو بكر البغدادي / Abū Bakr al-Baġdādī; * 1. Juli 1971 in Samarra, Irak; † 26. oder 27. Oktober 2019 in Barischa, Syrien) war ein irakischer Terrorist und von Mai 2010 bis zu seinem Tod Anführer der dschihadistisch-salafistischen Terrororganisation Islamischer Staat (IS).
Im Juni 2014 rief al-Baghdadi in der an-Nuri-Moschee in Mossul ein über weite Teile des Iraks und Syriens reichendes Kalifat aus und bezeichnete sich als „Kalif Ibrahim“ sowie „Befehlshaber der Gläubigen“ (Amīr al-Mu’minīn) und sah sich mit dieser Erklärung selbst in der Nachfolge des Propheten Mohammed.
Als Anführer des IS wurde al-Baghdadi verantwortlich gemacht für Verbrechen gegen die Menschlichkeit, ethnische Säuberungen und Strafen wie Enthauptungen, Kreuzigungen, Ertränkungen und Verbrennungen bei lebendigem Leib. Für Hinweise zum Aufenthaltsort und damit zur Ergreifung al-Baghdadis war von der Regierung der Vereinigten Staaten eine Belohnung in Höhe von 25 Millionen US-Dollar ausgesetzt.
Baghdadi starb im Zuge der Operation Kayla Mueller in der Nacht vom 26. auf den 27. Oktober 2019. Am 31. Oktober bestätigte die Terrororganisation Islamischer Staat den Tod Baghdadis.

## Leben

### Herkunft
Ibrahim Awad Ibrahim al-Badri stammte aus einer Bauernfamilie und war der drittälteste von vier Söhnen. Für die vom IS behauptete Abstammung vom Stamm der Quraisch des Propheten Mohammed gibt es keine Belege. Einer seiner Brüder ist als Soldat in Saddam Husseins Armee gefallen. 1991 bestand al-Baghdadi das irakische Abitur mit 481 von 600 möglichen Punkten. Wegen seiner Kurzsichtigkeit wurde er nicht zum Wehrdienst eingezogen.

### Ausbildung
Zum Studium ging al-Baghdadi in die Hauptstadt Bagdad. Ursprünglich hatte er sich für ein Jurastudium beworben, doch war sein Schulabschluss dafür nicht gut genug. Er studierte an der Universität für Islamisches Recht anfangs in der Abteilung für Islamische Rechtsprechung und wechselte später zur Koranwissenschaft. 1999 schloss er sein Magisterstudium ab, danach soll er als Moscheeverwalter gearbeitet haben.
Nach der US-Invasion im Irak gründete al-Baghdadi die militant-sunnitische Islamistengruppe Jamaat Jaysh Ahl al-Sunnah wa-l-Jamaah. Im Februar 2004 wurde er festgenommen und bis Dezember 2004 im Camp Bucca der US-Streitkräfte im Irak interniert, dort wird vermutet, dass er laut BBC, sexueller Gewalt ausgesetzt war und danach psychische Störungen hatte. Zuvor befand sich al-Baghdadi im Gefängnis in Abu Graib mit der Gefangenennummer US9IZ-157911CI.
Im März 2007 legte er seine arabische Dissertation mit dem Titel Die einzigartigen Perlen bei der Erläuterung des Schatibi-Gedichts vor. Am 14. März 2007 verteidigte er seine Arbeit. Er erhielt bei 82 von 100 Punkten die Note sehr gut. Die Universität behauptete gegenüber Reportern der Süddeutschen Zeitung und der ARD, dass seine Doktorarbeit unauffindbar sei, alle drei Exemplare in der Bibliothek seien gestohlen worden. Der Universitätsdirektor beschrieb al-Baghdadi 2015 als ruhigen Studenten mit mäßigen Noten, der für seine damals beanspruchte Führungsposition nicht qualifiziert sei. Bei seinen Koranstudien sei es in erster Linie um Auswendiglernen, nicht um Analysen oder Interpretationen gegangen. Al-Baghdadi hingegen rechtfertigte den Terror seines „Islamischen Staates“ mit seiner theologischen Expertise – und erklärte seine Taten für gottgewollt.

### Aufstieg zum Führer des IS
Camp Bucca wurde zum Wendepunkt in seinem Leben. In dem US-amerikanischen Gefangenenlager wurden alte Saddam-Gefährten, Generäle und Geheimdienstler gemeinsam mit Islamisten interniert. Zum Zeitpunkt seiner Entlassung wurde er von den US-Behörden als nicht gefährlich eingeschätzt.
Im Mai 2010 wurde al-Baghdadi jedoch Nachfolger von ISI-Führer Abu Umar al-Baghdadi, nachdem dieser zusammen mit dem al-Qaida-Führer des Irak, Abu Ayyub al-Masri, bei Tikrit getötet worden war. Al-Baghdadi wurde Emir der Terrororganisation Islamischer Staat im Iraq und stand ab dem 4. Oktober 2011 auf der Liste der meistgesuchten Terroristen, die vom Außenministerium der Vereinigten Staaten als Specially Designated Global Terrorist bezeichnet werden. Für Informationen, die zu seiner Gefangennahme oder seiner Verurteilung führen, wurde vom Ministerium eine Belohnung von zunächst 10 Millionen US-Dollar ausgesetzt. Damit stand er an zweiter Stelle nach Aiman az-Zawahiri, für dessen Ergreifung 25 Millionen US-Dollar ausgesetzt waren. Am 16. Dezember 2016 wurde die Belohnung auf 25 Millionen Dollar erhöht.
Am 9. April 2013 rief al-Baghdadi den „Islamischen Staat im Irak und der Levante“ (ISIL) aus und erklärte die Al-Nusra-Front zu einem Ableger des ISIL. Damit stand der ISIL in offener Konkurrenz zu al-Qaida und dessen Führer Aiman az-Zawahiri. Am 21. Juli 2013 erfolgte unter Planung und Vorbereitung von al-Baghdadi einer der größten Gefängnisausbrüche im Irak. Im Abu-Graib-Gefängnis wurden 500 Gefangene befreit, die zuvor für al-Qaida gekämpft hatten und nun den ISIL militärisch verstärkten.
Laut Medienberichten und Aussagen mitgefangener Geiseln vergewaltigte der damalige Anführer des ISIL Abu Bakr al-Baghdadi Kayla Mueller, eine entführte Geisel, während ihrer Gefangenschaft mehrfach.

### Anführer des IS
Mit der Ausrufung seines selbst erklärten Kalifats am 29. Juni 2014 auf syrischem und irakischem Gebiet war er nach Ansicht seiner Anhänger als „Kalif Ibrahim“ fortan Befehlshaber der Muslime und oberster Führer des Islamischen Staates. Im Juli 2014 predigte er in der Großen Moschee des an-Nuri in Mossul, seinem ersten und einzigen öffentlichen Auftritt, danach meldete er sich nur per Audiobotschaft zu Wort. Der selbst gewählte Name „Abu Bakr“ kann als Bezugnahme auf den Kalifen Abu Bakr, den ersten der vier Rechtgeleiteten Kalifen in der Geschichte des Islams, gesehen werden.
Am 10. Oktober 2015 bombardierte die irakische Luftwaffe einen Konvoi von IS-Kommandanten. Die IS-Kommandanten, ohne al-Bagdadi, waren im irakischen Gouvernement al-Anbar nahe der syrischen Grenze unterwegs und hatten an einem Treffen von IS-Kommandeuren teilnehmen wollen. Der Angriff erfolgte in Absprache zwischen dem irakischen Geheimdienst und der gemeinsamen Einsatzzentrale von Syrien, Russland, Iran und Irak in Bagdad, zu der auch Mitarbeiter der US-geführten Anti-IS-Koalition gehörten.
Nach einem Bericht der Jerusalem Post soll al-Baghdadi im Oktober 2015 eine Deutsche in der irakischen Provinz Ninawa geheiratet haben; sie habe die Frauenabteilung des IS sowie ein Ausbildungscamp für Frauen in Kirkuk geleitet und sei Anfang 2016 aus dem vom IS kontrollierten Teil des Irak geflohen. Al-Baghdadi habe eine Eingreiftruppe entsandt, die seine vor ihm geflohene Frau und ihre beiden Fluchthelferinnen festnehmen und zurückbringen sollte.
Am 9. Dezember 2015 berichtete die iranische Nachrichtenagentur Fars, al-Baghdadi habe sich aus Syrien abgesetzt. Er sei über die Türkei, wo er sich wegen schwerer Verletzungen einer medizinischen Behandlung unterzogen habe, nach Libyen geflohen und habe sich in der Stadt Sirte aufgehalten.
Am 3. November 2016 wurde erstmals nach Dezember 2015 eine Audiobotschaft al-Baghdadis veröffentlicht. Obwohl der Name Mossul kein einziges Mal erwähnt wurde, stuften Medien die Botschaft als Reaktion auf die Schlacht um Mossul ein, bei der der IS immer mehr Geländeverlust hinnehmen musste. Al-Baghdadi sprach hingegen von göttlichen Vorboten des Endsieges und äußerte Durchhalteparolen wie „Wenn der Himmel auf die Erde stürzt, lässt Gott immer noch Raum für seine Soldaten“. Er forderte erbitterten Widerstand und warnte seine Männer davor, vom Schlachtfeld zu flüchten, sie sollten vielmehr den Befehlen ihrer Kommandeure unbedingt Folge leisten. Er erwähnte die Provinzen des IS in Libyen, auf dem Sinai, in Nigeria und dem Jemen. Er forderte Anhänger außerhalb des IS-Gebietes ausdrücklich auf, nach Libyen zu gehen und Terroranschläge in Saudi-Arabien und der Türkei durchzuführen. Medien spekulierten, er sei erst zu Beginn des Angriffs auf die Stadt im Februar 2017 von einer Eingreiftruppe des IS befreit worden, der es gelungen war, mit 300 Terroristen und 17 Selbstmordattentätern mit Autobomben für kurze Zeit ein Loch in den Belagerungsring zu schlagen.
Im Rahmen der Offensive auf Mossul durch die irakischen Streitkräfte flüchtete al-Baghdadi aus der Stadt. Der Nachrichtendienst der United States Army vermutete den Aufenthaltsort von al-Baghdadi damals im Tal des Euphrats, da die IS-Hochburg ar-Raqqa ab Juni 2017 selbst umkämpft war.
Als Verbände des SDF im Februar 2019 zum Angriff auf die letzte IS-Enklave al-Baghuz Fawqani in Syrien antraten, teilten deren Kommandeure vorher mit, dass sie nicht davon ausgingen, dass sich Abu Bakr al-Baghdadi noch in Syrien aufhalte.

### Berichte über Verwundung und Tod
Am 11. November 2014 wurde unter Berufung auf das irakische Innenministerium berichtet, al-Baghdadi sei während eines vier Tage zuvor erfolgten Luftangriffes möglicherweise verletzt oder sogar getötet worden.
Die britische Tageszeitung The Guardian berichtete, al-Baghdadi sei bei einem Luftschlag am 18. März 2015 im al-Baʿādsch-Bezirk von Ninive schwer verletzt worden.
Am 28. Mai 2017 soll al-Baghdadi nach russischen Medien bei einem russischen Luftangriff auf die IS-Hochburg ar-Raqqa getötet worden sein. Zuvor habe er an einem Treffen von Terroristen des IS teilgenommen, um den Rückzug der Terrormiliz aus der Stadt zu diskutieren. Bei dem Angriff sollen zudem 30 Befehlshaber und 300 IS-Terroristen getötet worden sein.
Auch die staatliche iranische Nachrichtenagentur IRNA berichtete im Juni 2017 unter Berufung auf einen Vertreter von Religionsführer Ajatollah Ali Chamenei: „Der Terrorist Bagdadi ist definitiv tot“, zitierte IRNA den Repräsentanten der iranischen Revolutionsgarden, Ali Shirazi. Das US-Verteidigungsministerium konnte diese Angaben nicht bestätigen.
Im Jahr 2018 teilte der Direktor des irakischen Geheimdienstes mit, dass al-Baghdadi schwer verwundet in einer Klinik in Syrien untergebracht sei. Er soll unter psychischen Problemen leiden.
Im August 2018 hielt er eine Rede, die weltweit verbreitet wurde und zum weiteren bewaffneten Kampf mit allen Mitteln aufrief. Durch eingestreute Bemerkungen zu aktuellen Vorgängen sollte der Eindruck erweckt werden, er sei am Leben. Stimmanalytiker meinten, eine Ähnlichkeit der Stimme mit ihm zugeordneten früheren Tondokumenten festzustellen.
Ende April 2019 erschien ein IS-Propagandavideo mit einem sichtlich gealterten, jedoch körperlich unversehrt wirkenden al-Baghdadi, der mit gekreuzten Beinen neben einer Kalaschnikow sitzt. Er spricht darin aktuelle Ereignisse wie die Einnahme der letzten IS-Bastion im Osten Syriens Ende März und die Wiederwahl des israelischen Premiers Benjamin Netanjahu Mitte April sowie den Terroranschlag in Sri Lanka am Ostersonntag 2019 an. In dem Teil der Ansprache, der von Sri Lanka handelt, ist al-Baghdadi allerdings nicht zu sehen, sondern nur seine Stimme zu hören.

### Tod
Ende Oktober 2019 gab es erneut Berichte über sein Ableben. US-Präsident Trump bestätigte schließlich den Tod al-Baghdadis, der sich nach US-amerikanischer Darstellung mit einer Sprengweste selbst tötete, nachdem er im Rahmen einer US-Militäroperation in die Enge getrieben worden war.
Am 31. Oktober bestätigte der Islamische Staat den Tod Baghdadis und berief Abu Ibrahim al-Haschimi al-Quraischi als seinen Nachfolger.

### Familie
Abu Bakr al-Baghdadi soll eine syrische und zwei irakische Ehefrauen und mindestens zwei Kinder gehabt haben. Nach dem Magisterstudium der Islamwissenschaft, etwa um das Jahr 2000, heiratete er; das Ehepaar bekam einen Sohn, der 2014 elf Jahre alt war. Im November 2014 wurde die Irakerin Sadscha al-Dulaimi, eine ehemalige Frau al-Baghdadis, von libanesischen Sicherheitsbeamten bei dem Versuch verhaftet, gemeinsam mit zwei Kindern unter Verwendung gefälschter Reisedokumente von Syrien in den Libanon einzureisen. Spätere DNA-Analysen ergaben, dass sie sich in Begleitung einer gemeinsamen jungen Tochter al-Baghdadis befand, womit er auch nachweislich Vater einer Tochter ist. Im Juli 2018 wurde sein Sohn Hudayfah al-Badri bei Kämpfen in Homs getötet.

## Verurteilung seines Kalifats in einer Fatwa aus dem Jahr 2014
Im September 2014 veröffentlichten mehr als 120 islamische Gelehrte einen offenen Brief in Form eines islamischen Rechtsgutachtens (fatwā) an Abu Bakr al-Baghdadi und dessen Anhängerschaft. Unter den herausragendsten Unterzeichnern befanden sich hauptsächlich islamische Gelehrte aus der westlichen Hemisphäre. Dennoch beteiligten sich auch Autoritätspersonen aus dem Nahen Osten, darunter der amtierende Großmufti von Ägypten. In diesem Schreiben missbilligten sie die Verbrechen, die von al-Baghdadi und seiner Anhängerschaft begangen wurden und stellten zugleich die fundamentale Legitimität von al-Baghdadi als „selbsternannter Kalif“ und des von ihm begründeten Kalifats deutlich infrage. Nach ihrer Ansicht erfordere ein solcher Anspruch einen Konsens mit „allen Muslimen“, der im Fall des IS nicht gegeben sei. Zudem betonten sie, dass die Handlungsweisen des sogenannten Islamischen Staates nicht mit den Grundsätzen des Islams vereinbar seien und kritisierten die ihrer Ansicht nach willkürliche Auslegungen des Korans und der Hadithe durch den IS. Des Weiteren bezweifelten sie auch al-Baghdadis Kompetenz und Kenntnisse der Scharia und kritisierten seine unzureichende Beherrschung der arabischen Sprache. Daraus folgerten die Gelehrten, dass er kein Recht habe, Recht zu sprechen.

## Mediale Rezeption
Im Jahr 2015 erschien al-Baghdadi in den Einfluss-Rankings zweier Zeitschriften der Vereinigten Staaten. Im November 2015 nahm ihn das Wirtschaftsmagazin Forbes auf Platz 57 der jährlich erscheinenden Liste The World’s Most Powerful People auf. Im Dezember 2015 ordnete ihn Time hinter Angela Merkel an die zweite Stelle der Person of the Year ein.

## Dokumentarfilme
- Volkmar Kabisch, Amir Musawy, Georg Mascolo: Weltspiegel extra – Das Phantom des IS-Terrors. Wer ist der Abu Bakr al-Baghdadi?, Sendetermin 18. Februar 2015, 15:03 Min.Recherchekooperation von NDR, WDR und Süddeutscher Zeitung.[58]